# پندو فرادو
پندو فرادو (به پرتغالی: Cascata do Penedo Furado) یک آبشار در پرتغال است که در Vila de Rei واقع شده‌است.